# Fluminense FC
A Fluminense Football Club (rövidebb nevén Fluminense) egy 1902-ben alapított brazil labdarúgócsapat, melynek székhelye Rio de Janeiróban található. A klub színei: vörös és zöld. Hazai mérkőzéseit a Maracanã-ban játssza.

## Ismertebb játékosok
- Darío Conca
- Narciso Doval
- Dondinho
- Waldemar de Brito
- Ademir Menezes
- Altair
- Assis
- Batatais
- Branco
- Carlos Alberto Torres
- Castilho
- Delei
- Denílson
- Dirceu
- Didi
- Edinho
- Ézio
- Félix
- Flávio
- Fred
- Gérson
- Gil
- Hércules
- Lula
- Jair Marinho
- Manfrini
- Marcelo
- Marco Antônio
- Marcos
- Orlando
- Oswaldo Gomes
- Paulo César Caju
- Paulo Vítor
- Píndaro
- Pinheiro
- Pintinho
- Preguinho
- Renato Gaúcho
- Ricardo Gomes
- Rivelino
- Romeu
- Samarone
- Telê Santana
- Thiago Silva
- Tim
- Valdo
- Washington (1984)
- Washington (2010)
- Henry Welfare
- Romerito
- Deco
- Dejan Petkovic

## Sikerlista

### Hazai
- 4-szeres bajnok: 1970, 1984, 2010, 2012
- 1-szeres kupagyőztes:  2007

### Állami
- 31-szeres Carioca bajnok: 1906, 1907¹, 1908, 1909, 1911, 1917, 1918, 1919, 1924, 1936, 1937, 1938, 1940, 1941, 1946, 1951, 1959, 1964, 1969, 1971, 1973, 1975, 1976, 1980, 1983, 1984, 1985, 1995, 2002, 2005, 2012
- 2-szeres Torneio Rio-São Paulo-kupa győztes: 1957, 1960
- 1-szeres Taça Ioduran győztes: 1919

*Megosztva a Botafogo-val.

### Egyéb címek
- 1-szeres Teresa Herrera-kupa győztes:  1977

## Jelenlegi keret
2023. február 4.
| #  |     | Poszt | Név                                              |
| -- | --- | ----- | ------------------------------------------------ |
| 1  | BRA | K     | Fábio                                            |
| 2  | BRA | V     | Samuel Xavier                                    |
| 3  | BRA | V     | Matheus Ferraz                                   |
| 4  | BRA | V     | Vitor Mendes (kölcsönben az Atlético Mineirótól) |
| 6  | BRA | V     | Jorge (kölcsönben a Palmeirastól)                |
| 7  | BRA | KP    | André                                            |
| 8  | BRA | KP    | Martinelli                                       |
| 10 | BRA | KP    | Ganso                                            |
| 11 | URU | KP    | Michel Araújo                                    |
| 12 | BRA | K     | Vitor Eudes                                      |
| 14 | ARG | CS    | Germán Cano                                      |
| 15 | BRA | V     | Cristiano                                        |
| 16 | BRA | CS    | Marrony (kölcsönben a Midtjyllandtól)            |
| 17 | BRA | CS    | Willian                                          |
| 18 | CHN | CS    | Alan                                             |

| #  |     | Poszt | Név             |
| -- | --- | ----- | --------------- |
| 19 | BRA | CS    | Alexandre Jesus |
| 20 | BRA | KP    | Yago Felipe     |
| 21 | COL | KP    | Jhon Arias      |
| 22 | BRA | K     | Pedro Rangel    |
| 23 | BRA | V     | Guga            |
| 25 | BRA | CS    | Keno            |
| 26 | BRA | V     | Manoel          |
| 30 | BRA | KP    | Felipe Melo     |
| 31 | BRA | V     | Calegari        |
| 33 | BRA | V     | Nino ()         |
| 35 | BRA | KP    | Alexsander      |
| 37 | BRA | CS    | Giovanni        |
| 40 | BRA | V     | Luan Freitas    |
| 44 | BRA | V     | David Braz      |
| 45 | BRA | CS    | Lima            |